# Тифииды
Тифииды (лат. Tiphiidae) — семейство жалящих перепончатокрылых насекомых (Hymenoptera) подотряда стебельчатобрюхие (Apocrita).

## Описание
Средней величины насекомые, длиной от 10 до 30 мм, густо покрыты волосками. Осы преимущественно чёрного цвета, часто с жёлтыми, белыми, красными или оранжевыми пятнами или лентами. Самки некоторых групп бескрылые и похожи на муравьёв (все Brachycistidinae, Diamminae, Methochinae, Thynninae).

## Распространение
Распространены по всему земному шару (всего около 1500 видов, из них примерно 600 — из подсемейства Thynninae представленного в Австралии и Южной Америке), особенно многочисленны в тропиках; в Средней Европе около 10 видов. Для фауны бывшего СССР приводилось 65 видов.

## Биология
Личинки ос-тифий паразитируют на личинках майских жуков, пластинчатоусых (Scarabaeoidea) и других жуков (чернотелки, жужелицы-скакуны). Взрослые осы питаются нектаром, являясь в некоторой степени опылителями.

## Классификация
Здесь рассматривается современная (с 2008 года из Brachycistidinae и Tiphiinae) и традиционная система семейства в широком объёме. По данным современных исследований (Pilgrim et al., 2008) надсемейство Vespoidea признано парафилетичным и поэтому некоторые группы выделены в самостоятельные семейства и даже надсемейства: Tiphioidea (Sierolomorphidae + Tiphiidae) и отдельно Thynnoidea (Chyphotidae + Thynnidae). При этом состав некоторых семейств изменился: Chyphotidae (Chyphotinae+Typhoctinae), Thynnidae (Anthoboscinae, Diamminae, Methochinae, Myzininae, Thynninae).

### Классификация 2008 года

#### ПодсемействоBrachycistidinaeKimsey, 1991
- Acanthetropis Wasbauer, 1958
- Brachycistellus Baker, 1907
- Brachycistina Malloch, 1926
- Brachycistis Fox, 1893
- Brachymaya Kimsey & Wasbauer 1999
- Colocistis Krombein, 1942
- Dolichetropis Wasbauer, 1968
- Glyptacros Mickel & Krombein, 1942
- Hadrocistis Wasbauer, 1968
- Paraquemaya Kimsey & Wasbauer, 1999
- Sedomaya Kimsey & Wasbauer, 1999
- Stilbopogon  Mickel & Krombein, 1942

#### ПодсемействоTiphiinaeLeach, 1815
- Cabaraxa Nagy, 1974
- Cyanotiphia  Cameron, 1907 — Суматра (1 вид, Cyanotiphia ruficauda Cameron, 1907)[7]
- Epomidiopteron Romand, 1835
- Icronatha Nagy, 1967 — I.caucasica, I.olcesei
- Krombeinia Pate, 1947
- Ludita Nagy, 1967
- Mallochessa Allen, 1972
- Megatiphia Kimsey, 1993
- Neotiphia Malloch, 1918
- Paratiphia Sichel, 1864
- † Philoponites Cockerell, 1915
- Pseudotiphia Ashmead 1903
- Tiphia Fabricius, 1775

### Исключенные группы
- Anthoboscinae (→ Thynnidae)
  - Anthobosca — Австралия, Южная Америка, Африка, Шри-Ланка.
  - Anthosila Genise, 1984
  - †Architiphia rasnitsyni
  - Calchaquila Genise, 1984
  - Cosila Guérin, 1838
  - Lalapa
  - Tiphiodes Bréthes, 1913
- Diamminae (до 1991 триба Diammini, с 2008 → Thynnidae))
  - Diamma Westwood, 1835
    - Diamma bicolor Westwood, 1835 (или blue-ant) — Австралия, Тасмания.
- Thynninae[8][9][10][11][12][13].
  - Aelurus
  - Ammodromus Guérin, 1838
  - Anodontyra  Westwood, 1835
  - Argenthynnus  Genise, 1991
  - Atopothynnus  Kimsey, 1991
  - Brethynnus  Genise, 1991
  - Chrysothynnus  Turner, 1910
  - Dimorphothynnus  Turner
  - Dolichothynnus  Turner, 1910
  - Merithynnus  Kimsey, 1991
  - Mesothynnus  Kimsey, 1991
  - Ornepetes  Guérin, 1838
  - Rhytidothynnus  Brown, 2008 (=Rhytidogaster  Turner, 1907)
  - Rostrynnus  Genise, 1991
  - Scotaena  Klug, 1810
  - Spilothynnus  Ashmead, 1903
  - Telephoromyia  Guérin, 1838
  - Thynnus
  - Umbothynnus  Brown, 2008  — Австралия
  - Upa  Kimsey, 1991
  - Zeena  Kimsey, 1991
- Myzininae  (→ Thynnidae)
  - Meria  Illiger, 1807
  - Myzinum  Latreille, 1803 — M. maculatum
  - Poecilotiphia  Cameron, 1902 (=Dermasothes  Menozzi, 1941)
  - Pterombrus  Smith, 1869
- Methochinae (→ Thynnidae)
  - Methocha  Latreille 1804 
    - Methocha ichneumonides  Latreille, 1805
- Chyphotidae (Chyphotinae+Typhoctinae; Новый Свет)
  - Chyphotes  Blake, 1886
  - Typhoctes  Ashmead, 1899
- Bradynobaenidae
  - Apterogyna  Latreille, 1809
  - Gynecaptera  Skorikov, 1935
  - Bradynobaenus  Spinola, 1851
  - Macroocula  Panfilov, 1954[14]

## Обычные виды
- Meria tripunctata
- Methocha ichneumonides